# Metropolitan State University of Denver
Das Metropolitan State University of Denver (früherer Name: Metropolitan State College of Denver, auch Metro State, Metro oder MSCD genannt) ist eine staatliche Hochschule in Denver im US-Bundesstaat Colorado. Die Universität wurde 1965 gegründet. Derzeit sind ca. 23.000 Studenten eingeschrieben. Die Studenten können in einem zweijährigen Studium einen Associate Degree und im vierjährigen Studium den akademischen Grad eines Bachelor of Arts oder Bachelor of Science erhalten.

## Sport
Die Sportteams der MSCD sind die Roadrunners. Die Hochschule ist Mitglied in der Rocky Mountain Athletic Conference. 

## Bekannte Absolventen
- Philip Bailey (* 1951), Funk-, Soul- und R&B-Künstler
- Laura J. Richardson (* 1963), Viersternegeneral der United States Army und Kommandierender General von United States Southern Command
- Brittany Pettersen (* 1981), Abgeordnete im US-Repräsentantenhaus
- Mark Worthington (* 1983), australischer Basketballspieler
- Benas Veikalas (* 1983), litauischer Basketballspieler
- Benjamin Ortner (* 1983), österreichischer Basketballspieler